# Bob Daily
Bob Daily é um produtor televisivo e escritor de argumentos estadunidense. Trabalha atualmente como produtor executivo da série Desperate Housewives.

## Biografia
Começando como roteirista do desenho animado Rugrats, da Nickelodeon, nos anos 90, Daily juntou-se à equipe da sitcom Frasier em 1999.[1] No total, escreveu ou co-escreveu quinze episódios da série e também foi um dos produtores co-executivos do programa durante seus últimos anos. Ganhou dois prêmios consecutivos do Writers Guild Awards na categoria Roteiro Excepcional - Comédia Episódica, pelos episódios “Rooms with a View” (2002) e “No Sex, Please, We're Skittish” (2003).[2]
Após o término de Frasier em 2004, Daily juntou-se aos colegas escritores de Frasier, Joe Keenan e Christopher Lloyd, como produtor coexecutivo em sua sitcom de curta duração, Out of Practice.
Em 2006, Daily e Keenan se juntaram a Desperate Housewives como produtor e roteirista. Após a saída de Keenan do programa em 2007, Daily foi promovido a produtor executivo, a partir do primeiro episódio da quarta temporada. Ele atuou como showrunner na oitava e última temporada.[3] Escreveu ou co-escreveu quatorze episódios, incluindo o final da série em 2012, que co-escreveu com o criador da série, Marc Cherry.
Depois de Desperate Housewives, Daily deixou a ABC para assumir um contrato de desenvolvimento na CBS.[4] Ele foi o produtor executivo/showrunner da reinicialização da CBS de The Odd Couple, estrelada por Matthew Perry e Thomas Lennon, por três temporadas (2015-2017).[5] Em 2017, ele foi cocriador da série Superior Donuts, baseada na peça de Tracy Letts, e atuou como produtor executivo/showrunner por duas temporadas.[6]

Daily começou sua carreira como jornalista em Chicago, atuando como editor colaborador da Chicago Magazine. Ele também escreveu para a Spy, Men's Journal, Chicago Tribune e Boston Globe. 